# Bartek Sadura
Bartek Sadura (ur. 14 maja 1978) – polski gitarzysta i perkusista. Naukę gry na gitarze akustycznej rozpoczął w 1992 roku, zainspirowany dokonaniami Metalliki. Rok później dokonał zmiany instrumentu na gitarę elektryczną. Zadebiutował w roku 1994 w zespole rockowym Yellow Drawers. W 1995 dołączył do grupy rockowej Egzekutor, w której grał na perkusji. W 1996 został perkusistą w grupie grającej black metal Medieval Darkness. W 1998 porzucił karierę perkusisty i dołączył do zespołu Bad Taste. Tworzył z nim i koncertował do roku 2004, kiedy został gitarzystą w Ceti.

## Dyskografia
- Ceti – (...)perfecto mundo(...) (2007)[3]
- Ceti – Ghost of the Universe – Behind Black Curtain (2011)[4]
- Ceti – Brutus Syndrome (2014)[5]